# Bandyci czasu
Bandyci czasu (ang. Time Bandits) – brytyjska komedia fantasy z 1981 w reżyserii Terry’ego Gilliama. W filmie wystąpili m.in. John Cleese i Michael Palin, którzy tworzyli wraz z Gilliamem słynną grupę Monty Pythona.

## Fabuła
Rodziców 11-letniego Kevina bardziej niż ich syn interesują telewizja, promocje i zakupy, więc gdy w jego pokoju zjawia się grupa karłów chłopiec przyłącza się do nich. Używając ukradzionej magicznej mapy rozpoczynają wspólną podróż w czasie, podczas której spotykają m.in.: Napoleona Bonaparte, Robin Hooda i króla Agamemnona. Choć karłów popycha głównie chęć okradania napotkanych postaci, Kevinem kieruje głównie dziecięca, niezepsuta ciekawość świata. Finalnie zmuszeni są oddać mapę jej właścicielowi, a zarazem panu karłów – Najwyższej Istocie i wspólnie z nim stoczyć walkę ze Złem, które również chce zdobyć mapę.

## Obsada
- Craig Warnock – Kevin
- David Rappaport – krasnolud Randall
- Kenny Baker – krasnolud Fidgit
- Malcolm Dixon – krasnolud Strutter
- Mike Edmonds – krasnolud Og
- Jack Purvis – krasnolud Wally
- Tiny Ross – krasnolud Vermin
- Ralph Richardson – Najwyższa Istota
- David Warner – Zło
- Jerold Wells – Benson
- Derek Deadman – Robert
- Ian Holm – Napoleon Bonaparte
- John Cleese – Robin Hood
- Sean Connery – król Agamemnon/strażak
- Michael Palin – Vincent
- Shelley Duvall – Pansy
- Peter Vaughan – ogr Winston
- Katherine Helmond – żona Winstona
- Charles McKeown – dyrektor teatru
- Terence Bayler – Lucien
- Preston Lockwood – Neguy
- John Young – Reginald
- Derrick O’Connor – Redgrave, przywódca rozbójników
- Neil McCarthy – rozbójnik
- Declan Mulholland – rozbójnik
- David Daker – Trevor, ojciec Kevina
- Sheila Fearn – Diane, matka Kevina
- Ian Muir – Olbrzym